# 拉佩德拉哈德波尔蒂略
拉佩德拉哈德波尔蒂略，是西班牙卡斯蒂利亚-莱昂巴利亚多利德省的一个市镇。总面积57平方公里，总人口1137人（2001年），人口密度20人/平方公里。